# Neupotz

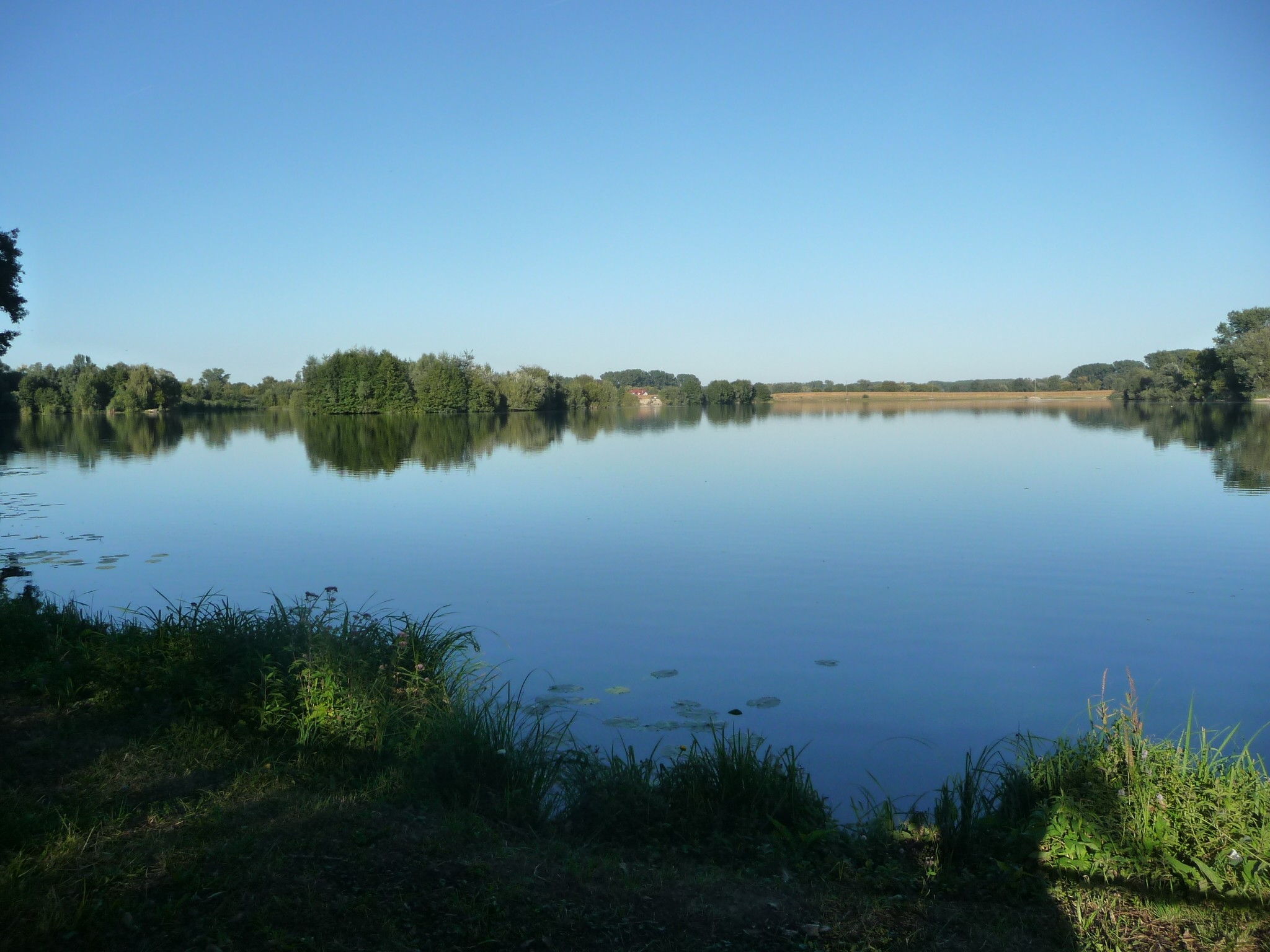
Setzfeldsee

Neupotz ist eine Ortsgemeinde im Landkreis Germersheim in Rheinland-Pfalz. Sie gehört der Verbandsgemeinde Jockgrim an, innerhalb derer sie gemessen an der Einwohnerzahl die kleinste Ortsgemeinde darstellt.

## Geographie

### Lage
Die Gemeinde liegt etwa zwei Kilometer westlich des Rheins an einer der vielen Mäander, die bereits vor der Tulla’sche Rheinbegradigung zum Altrhein geworden waren. Teile des Richtung Rhein gelegenen Waldes sind sogenannter Auwald, der häufig unter Wasser steht. Zu Neupotz gehören die Wohnplätze Birkenhof, Burgerhof, Erlenhof, Hardtwald, Jägerhof und Schmiedhof.

### Gewässer
Durch die Gemarkung Neupotz fließen im Norden der Erlenbach und im Süden der Otterbach. Am beziehungsweise nahe dem Altrhein befinden sich mehrere Stillgewässer, unter anderem der Setzfeldsee und der Obere Flätigsee. Zudem existiert der Altrhein bei Neupotz.

## Geschichte

### Erwähnung
Das Dorf Pfotz wurde erstmals im Jahre 1270 urkundlich erwähnt. 1522 wurden durch den Bau eines Dammes bei Jockgrim bei Hochwasser die Gestade des alten Fischerdorfes Pfotz weggerissen. Im Jahr 1535 bauten die Einwohner von Pfotz an der westlichen Gemarkungsgrenze ein neues Dorf mit dem Namen Neupfotz. Der Name kommt vom lateinischen puteus, deutsch Brunnen. Es gelangte früh zu den Germanen und ergibt althochdeutsch phuzzi, phuzza. Dieses Wort lebt noch im mosel-fränkisch-luxemburgischen Pütz, Pitz, Pötz, Petz, was wiederum Wörter für Ziehbrunnen oder Tiefbrunnen sind. Es wird vermutet, dass sich der namensgebende Tiefbrunnen in der Töpfersiedlung am Burgberg befand, wenngleich es dort noch keinen entsprechenden archäologischen Fund gab.

### Glockensage von Potz
„Das alte Dorf Potz wurde einst von den Fluten des Rheines hinweggefressen, es versank in den Wassern und ruht seitdem in der dunklen Tiefe. Wenn aber ein Fischer am Sonntagmorgen über die Stelle fährt, wo früher das Dörflein gestanden, dann sieht er in den Fluten ganz deutlich das Dorf, die Kirche, die Fischerhütten und hört die Glocken des St.-Nikolaus-Kirchleins in der Tiefe läuten.“

### Hortfund
Bei Neupotz wurden die ältesten Hufeisen in Deutschland gefunden. Sie werden auf 294 nach Christus datiert und sind neben Küchengeräten, Feilen und anderen Gerätschaften Teil der Beute aus einer römischen Villa, die insgesamt als größter Hortfund der im dritten Jahrhundert über den Rhein dringenden Germanen gilt. Die Stücke werden in der Wanderausstellung Der Barbarenschatz gezeigt. Die Ausstellung war unter anderem in Speyer, Augsburg, Luxemburg und Bonn zu Gast.

### Neuzeit
Von 1798 bis 1814, als die Pfalz Teil der Französischen Republik (bis 1804) und anschließend Teil des Napoleonischen Kaiserreichs war, war „Neupfotz“ in den Kanton Germersheim eingegliedert und unterstand der Mairie Leimersheim. 1815 wurde der Ort Österreich zugeschlagen. Bereits ein Jahr später wechselte die Gemeinde wie die gesamte Pfalz in das Königreich Bayern. Von 1818 bis 1862 gehörte Neu-Pfotz – so die damalige Schreibweise – dem Landkommissariat Germersheim an; aus diesem ging das Bezirksamt Germersheim hervor.
Am 7. Februar 1935 wurde der Ortsname von „Neupfotz“ in „Neupotz“ geändert. Seit 1939 ist der Ort Bestandteil des Landkreises Germersheim. Nach dem Zweiten Weltkrieg wurde die Gemeinde innerhalb der französischen Besatzungszone Teil des damals neu gebildeten Landes Rheinland-Pfalz. Im Zuge der ersten rheinland-pfälzischen Verwaltungsreform wurde Neupotz 1972 in die neu geschaffene Verbandsgemeinde Jockgrim eingegliedert. Von 1975 bis 1987 war die Ortsgemeinde als Standort für ein Kernkraftwerk mit zwei Blöcken zu je 1300 MW vorgesehen. Diese Pläne wurden nach dem Reaktorunfall von Tschernobyl im Jahr 1986 endgültig verworfen.
Ende 2006 trat ein Investor vor den Gemeinderat, der auf dem Setzfeldsee ein Schwimmendes Feriendorf mit 66 schwimmenden Häusern errichten wollte. Außerdem plante er einen öffentlichen Badestrand zu errichten und die laufenden Kosten zu tragen. Über das Thema wurde im Dorf sehr viel diskutiert, es war oft Thema in der Regionalzeitung Die Rheinpfalz und am 23. Januar 2008 Thema in der SWR-Sendung Reiss und Leute. Laut einer im Auftrag des Gemeinderates von Forsa durchgeführten repräsentativen Umfrage unter Neupotzern waren 54 Prozent der Bürger gegen das Feriendorf, nur 34 Prozent dafür. Am 12. Februar 2008 berichtete Die Rheinpfalz, dass der Investor seine Pläne für Neupotz verworfen habe.

## Bevölkerung

### Einwohnerentwicklung
Wenn nicht gesondert aufgeführt, ist die Quelle der Daten das Statistische Landesamt Rheinland-Pfalz.
| Jahr | Einwohner |
| ---- | --------- |
| 1802 | 515       |
| 1815 | 961       |
| 1835 | 1.164     |
| 1849 | 1.272     |
| 1861 | 1.181     |
| 1871 | 1.130     |
| 1905 | 1.216     |
| 1939 | 1.350     |

| Jahr | Einwohner |
| ---- | --------- |
| 1950 | 1.311     |
| 1965 | 1.405     |
| 1970 | 1.517     |
| 1975 | 1.513     |
| 1980 | 1.558     |
| 1985 | 1.516     |
| 1990 | 1.558     |
| 1995 | 1.665     |

| Jahr | Einwohner |
| ---- | --------- |
| 2000 | 1.668     |
| 2005 | 1.814     |
| 2010 | 1.849     |
| 2013 | 1.879     |
| 2014 | 1.916     |
| 2023 | 1.882     |

### Konfessionsstatistik
Im Jahr 1871 waren von insgesamt 1130 Einwohnern 1127 katholisch, zwei protestantisch und eine Person evangelisch-reformierten Glaubens. 2012 waren 71,8 % der Einwohner katholisch und 11,4 % evangelisch. Die übrigen 16,8 % gehörten einer anderen Glaubensgemeinschaft an oder waren konfessionslos. Der Anteil der evangelischen und katholischen Kirchenmitglieder an der Gesamtbevölkerung ist seitdem gesunken. Mit Stand Juli 2025 waren von den Einwohnern 49,2 % katholisch, 10,7 % evangelisch und 40,1 % konfessionslos oder gehörten einer anderen Glaubensgemeinschaft an.

## Politik

### Gemeinderat
Der Gemeinderat in Neupotz besteht aus 16 Ratsmitgliedern, die bei der Kommunalwahl am 9. Juni 2024 in einer personalisierten Verhältniswahl gewählt wurden, und dem ehrenamtlichen Ortsbürgermeister als Vorsitzendem. Die Sitzverteilung im Gemeinderat:
| Wahl | SPD | CDU | FWG | WGG | Gesamt   |
| ---- | --- | --- | --- | --- | -------- |
| 2024 | 2   | 7   | 7   | –   | 16 Sitze |
| 2019 | 3   | 7   | 6   | –   | 16 Sitze |
| 2014 | 2   | 7   | 3   | 4   | 16 Sitze |
| 2009 | 3   | 6   | 3   | 4   | 16 Sitze |
| 2004 | 2   | 10  | 4   | –   | 16 Sitze |

### Bürgermeister
Stefan Gehrlein (parteilos) wurde am 10. Juli 2024 Ortsbürgermeister von Neupotz. Bei der Direktwahl am 9. Juni 2024 hatte er sich mit einem Stimmenanteil von 63,7 % gegen einen Mitbewerber durchgesetzt.
| Amtszeit  | Name                | Partei |
| --------- | ------------------- | ------ |
| 1933–1945 | Josef Loy           |        |
| 1945–1952 | Ludwig Trapp        | CDU    |
| 1952–1964 | Georg Albert Antoni | CDU    |
| 1964–1979 | Karl August Röther  |        |
| 1979–1994 | Konrad Wünschel     | CDU    |
| 1994–2004 | Wilhelm Hammer      | CDU    |
| 2004–2014 | Emil Heid           | CDU    |
| 2014–2024 | Roland Bellaire     | CDU    |
| seit 2024 | Stefan Gehrlein     |        |

### Gemeindeverwaltung
Die Gemeinde verfügt noch über eine funktionsfähige Ortsrufanlage. Über sie werden amtliche und nicht-amtliche Mitteilungen bekannt gemacht. Die Durchsagen werden meist zur Mittagszeit oder auch in den frühen Abendstunden gemacht. Die Lautsprecher erreichen weite Teile des Ortes. In den Neubaugebieten des Ortsteils Hardtwald und Teilen des Altorts, hier vor allem in der Tullastraße, sind keine Lautsprecher installiert. Im Frühjahr 2020 übertrug die katholische Kirchengemeinde während der Corona-Pandemie sogenannte „Seelenhäppchen“ über die Ortsrufanlage. Während der Schulschließungen wurden auch ein Programm für Kinder übertragen.

### Wappen
| Wappen von Neupotz | Blasonierung: „In Blau eine goldene Glocke, darunter ein linksgewendeter silberner Fisch.“                                |
| Wappen von Neupotz | Wappenbegründung: Es wurde 1841 vom bayerischen König genehmigt und geht zurück auf ein Gerichtssiegel aus dem Jahr 1724. |

## Sehenswürdigkeiten und Kultur

### Kulturdenkmäler

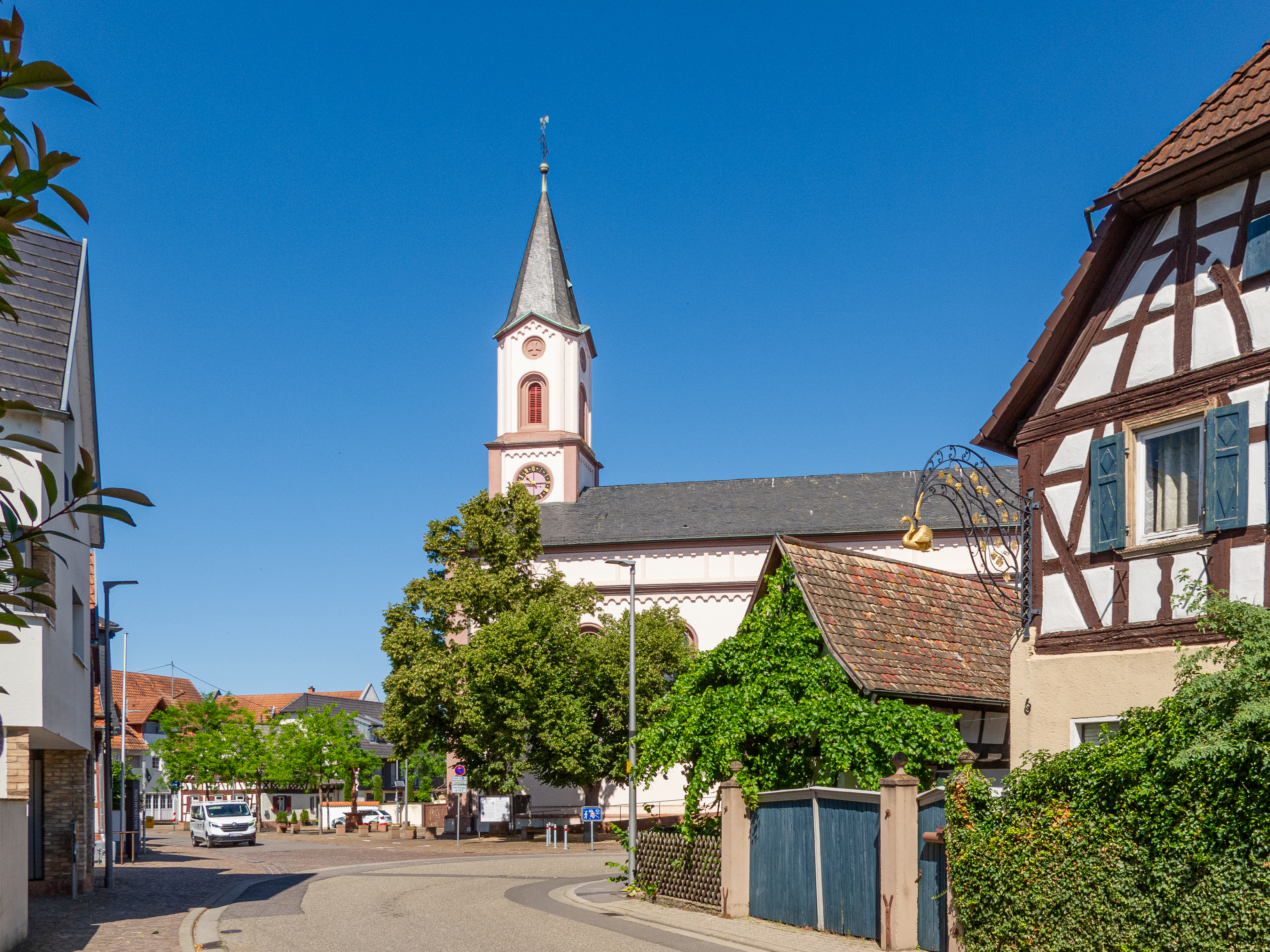
Die Ortsmitte in Neupotz mit der Kirche St. Bartholomäus

Das Straßenensemble Hauptstraße und Kirchstraße sowie die Hofanlage Kirchstraße 2 sind jeweils als Denkmalzonen ausgewiesen. Hinzu kommen insgesamt zwölf Einzelobjekte, die unter Denkmalschutz stehen, darunter das Rathaus, in dem das Heimatmuseum untergebracht ist.

### Natur
Einziges Naturdenkmal vor Ort sind die Neupotzer Mutterpappeln. Die Gemeindegemarkung ist auch Teil des überregionalen Landschaftsschutzgebiets „Pfälzische Rheinauen“.

### Gemeindebücherei
Die Ortsgemeinde unterhält eine Bücherei mit über 3.000 Medieneinheiten, darunter Bücher, Hörbücher und Filme. Die Einrichtung ist an sechs Stunden pro Woche geöffnet. Das Angebot richtet sich überwiegend an Kinder.

### Regelmäßige Veranstaltungen
Jährlich zum 1. Mai veranstaltet der Gesangverein Frohsinn an der Grillhütte ein Fest. Kurz darauf veranstaltet der Musikverein Seerose das Vatertagsfest. Die Freiwillige Feuerwehr lädt im Juni zum Johannis-Feuer ein.
Immer am dritten Wochenende des Septembers findet die Kerwe auf dem Bartholomäus-Platz statt.

## Wirtschaft und Infrastruktur

### Verkehr

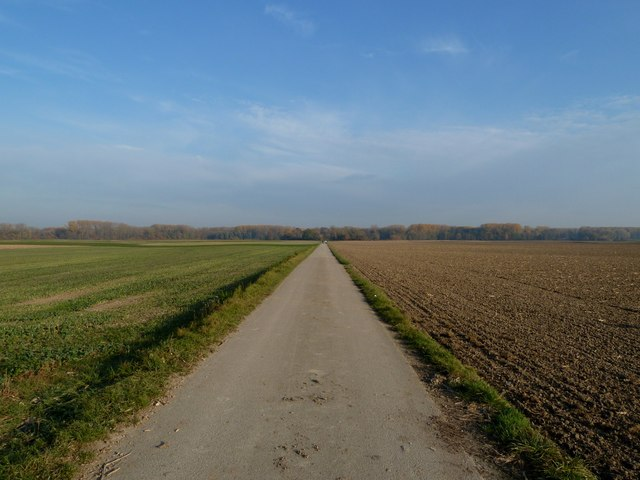
Feldweg auf der Gemarkung von Neupotz

Mitten durch Neupotz verläuft die Landesstraße 549. Zudem ist die Gemeinde durch die Buslinie 552, die eine Verbindung nach Rheinzabern und Landau in der Pfalz schafft, an das Nahverkehrsnetz angebunden.

### Institutionen
Die Gemeinde gehört zum Gerichtsbezirk des Amtsgerichts Kandel.

### Polder
Teile der Gemarkung werden vom Polder Wörth/Jockgrim genutzt, einer zwischen 2005 und 2013 erbauten Hochwasserrückhaltung am Oberrhein. Gegen den Polderbau hatte sich in den 1990er Jahren die Bürgerinitiative „Kein Polder Neupotz“ gebildet. Nach Planänderungen stimmte die Gemeinde dem Bau zu. Als „akzeptanz bildende Maßnahme“ finanzierte das Land das Haus Leben am Strom, ein Informationszentrum zu den Rheinauen und zum Hochwasserschutz in der Ortsmitte von Neupotz.

### Römerschiff
Seit 2013 verkehrt auf dem Setzfeldsee der Nachbau eines römischen Patrouillenbootes, die Lusoria Rhenana.

### Tourismus
Vor Ort befindet sich die 1984 eingeweihte und vom Pfälzerwald-Verein betriebene Willi-Schwab-Schutzhütte.

## Persönlichkeiten

### Ehrenbürger
- 1966, 29. Mai: Nikolaus Josef Angermaier (* 9. Februar 1900; † 19. August 1981), geistlicher Rat[17]
- 1985, 9. November: Alfred Boltz (* 21. März 1920; † 28. März 1987), Rektor[18]

### Söhne und Töchter der Gemeinde
- Walter Heid (1925–2003), Politiker (CDU)

### Mit der Gemeinde verbunden
- Florian Bellaire (* 1985), Politiker (CDU), Mitglied des Ortsgemeinderats von Neupotz